# Żabinko
Żabinko – wieś w Polsce położona w województwie wielkopolskim, w powiecie poznańskim, w gminie Mosina.
Wieś królewska Żabienko należąca do starostwa mosińskiego, pod koniec XVI wieku leżała w powiecie kościańskim województwa poznańskiego. W latach 1975–1998 miejscowość administracyjnie należała do województwa poznańskiego.
We wsi stoi kilka zabytkowych domów z XIX wieku (numery: 9, 10 i 30 - ten ostatni szachulcowy z 1823), dawna szkoła podstawowa z 1914 i dwie stodoły - szachulcowa i drewniana.